# Franziska Steiof
Ulrike Franziska Steiof (* 24. Oktober 1962 in Offenbach; † 23. Januar 2014 in Kiel) war eine deutsche Theaterregisseurin und -autorin, die sich insbesondere im Bereich Kinder- und Jugendtheater engagierte.

## Leben
Ulrike Franziska Steiof studierte zunächst Jura und Pädagogik, später absolvierte sie ein Studium der Theaterpädagogik bei Peter Jochimsen. Nach Erhalt des Diploms begann sie 1989 ihre Theaterkarriere als Regieassistentin von Norbert Aust am Theater im Werftpark in Kiel. In der Spielzeit 1993/94 inszenierte sie dort als zweite eigenständige Regiearbeit das Stück Sturmhöhe oder Die Nächte der Schwestern Bronté, das auch auf Festivals in Berlin, Wien und Zürich gezeigt wurde. Es folgten Regiearbeiten unter anderem am Schauspiel Hannover, Schauspielhaus Kiel, Düsseldorfer Schauspielhaus, Theater im Zentrum Wien und Deutschen Schauspielhaus Hamburg.
Ab 2000 führte Steiof regelmäßig Regie am Berliner Grips-Theater. Zu ihren größten Erfolgen gehörten Jugendstücke wie das Musical Baden gehn und die Rosa-Luxemburg-Biografie Rosa, die sie gemeinsam mit Volker Ludwig verfasste, sowie Nelly Goodbye und So lonely, die mit dem Ikarus-Theaterpreis 2006 bzw. 2011 ausgezeichnet wurden. Steiofs Inszenierungen von Norway.today und Baden gehen am Grips-Theater wurden jeweils für den Friedrich-Luft-Preis nominiert.
2001 inszenierte Steiof am Theater im Werftpark das von ihr verfasste Stück Noah und der große Regen, das seitdem an zahlreichen weiteren Kindertheatern aufgeführt wurde.
Gemeinsam mit ehemaligen Schauspielern des Werftpark-Theaters gründete sie 2003 die in der freien Szene Kiels agierende Theatergruppe DeichArt. Zu den bekanntesten Arbeiten der Gruppe gehört das musikalische Stück Schwitzende Männer im Schuhgeschäft.
Steiof wirkte auch bei drei Kinderromanen von Erich Kästner mit: Für Emil und die Detektive (2008) verfasste sie die Liedtexte, für Pünktchen und Anton (2010) und Das fliegende Klassenzimmer (2014) schrieb sie die Bühnenfassungen.
Steiofs Theaterstück Undine, die kleine Meerjungfrau, dessen Uraufführung 2010 am Jungen Schauspielhaus Düsseldorf stattfand, wurde im gleichen Jahr für den Deutschen Kindertheaterpreis und den Mülheimer Kinderstückepreis nominiert.
Zuletzt inszenierte Steiof im November 2013 Die Regentrude nach dem gleichnamigen Märchen von Theodor Storm am Werftpark-Theater.
Neben ihrer Arbeit als Theaterregisseurin und -autorin war Steiof auch als Personal- und Managementtrainerin für Unternehmen tätig.
Am 23. Januar 2014 beging Steiof Suizid. Die laufenden Proben ihres neuen Stücks Würmer am Jungen Schauspielhaus Hamburg, dessen Premiere für den 22. Februar geplant war, wurden daraufhin abgesagt.
Franziska Steiof wurde am 7. Februar 2014 in Kiel beigesetzt.

## Verfasste Theaterstücke (Auswahl)
- Drei
- Schmetterling
- Siedepunkt 1140. Marie Curie – Ein Leben
- Käthchen, nach Heinrich von Kleist, Uraufführung am 24. Januar 1998 im MoKS am Theater Bremen
- Noah und der große Regen, Uraufführung am 2. September 2001 am Theater im Werftpark in Kiel
- mit Volker Ludwig: Baden gehn, Uraufführung am 2. Juni 2003 am Grips-Theater
- Artus, 2004, Junges Schauspielhaus Düsseldorf
- Vom Anfang der Welt, Uraufführung am 15. März 2005 am Jungen Schauspielhaus Düsseldorf
- Die Schneekönigin, nach Hans Christian Andersen, 2006
- Schwitzende Männer im Schuhgeschäft, 2006, DeichArt Kiel
- Michael Kohlhaas, nach Heinrich von Kleist
- Looking for Maria Stuart, nach Friedrich Schiller, 2008, DeichArt Kiel
- Emil und die Detektive, nach Erich Kästner, 2008, für die Bühne bearbeitet von Frank Panhans und Kirstin Hess, mit Liedtexten von Franziska Steiof, Junges Schauspiel Düsseldorf
- Der Schimmelreiter, nach Theodor Storm
- mit Volker Ludwig: Rosa, Uraufführung am 7. November 2008 am Grips-Theater
- Undine, die kleine Meerjungfrau, nach Hans Christian Andersen, Uraufführung am 9. Februar 2010 am Jungen Schauspielhaus Düsseldorf
- Szenen der Lust, 2010, DeichArt Kiel
- Pünktchen und Anton, nach Erich Kästner, Schauspielhaus Düsseldorf, 2010
- Schöner Wohnen, 2011, Grips-Theater
- Das fliegende Klassenzimmer, nach Erich Kästner, 2014[7][8]

## Audio
- Kinder- und Jugendtheater: Die Regisseurin und Autorin Franziska Steiof ist tot (4:35 Minuten) Stefan Fischer-Fels am 27. Januar 2014 im Deutschlandradio (1/2 Jahr online verfügbar)